# Cajsa Bergström
Birgit Anna-Kajsa "Cajsa" Bergström, född 29 april 1967 i Vänersborg, död 1 februari 2022 i Alingsås, var en svensk sångare som deltog i den svenska Melodifestivalen 1989 med melodin "Genom eld", skriven av Ulf Söderberg från popgruppen Shanghai. Den slutade på åttonde plats. Bergström hittades död i sitt hem år 2022.